# طائر الفردوس (كوكبة)

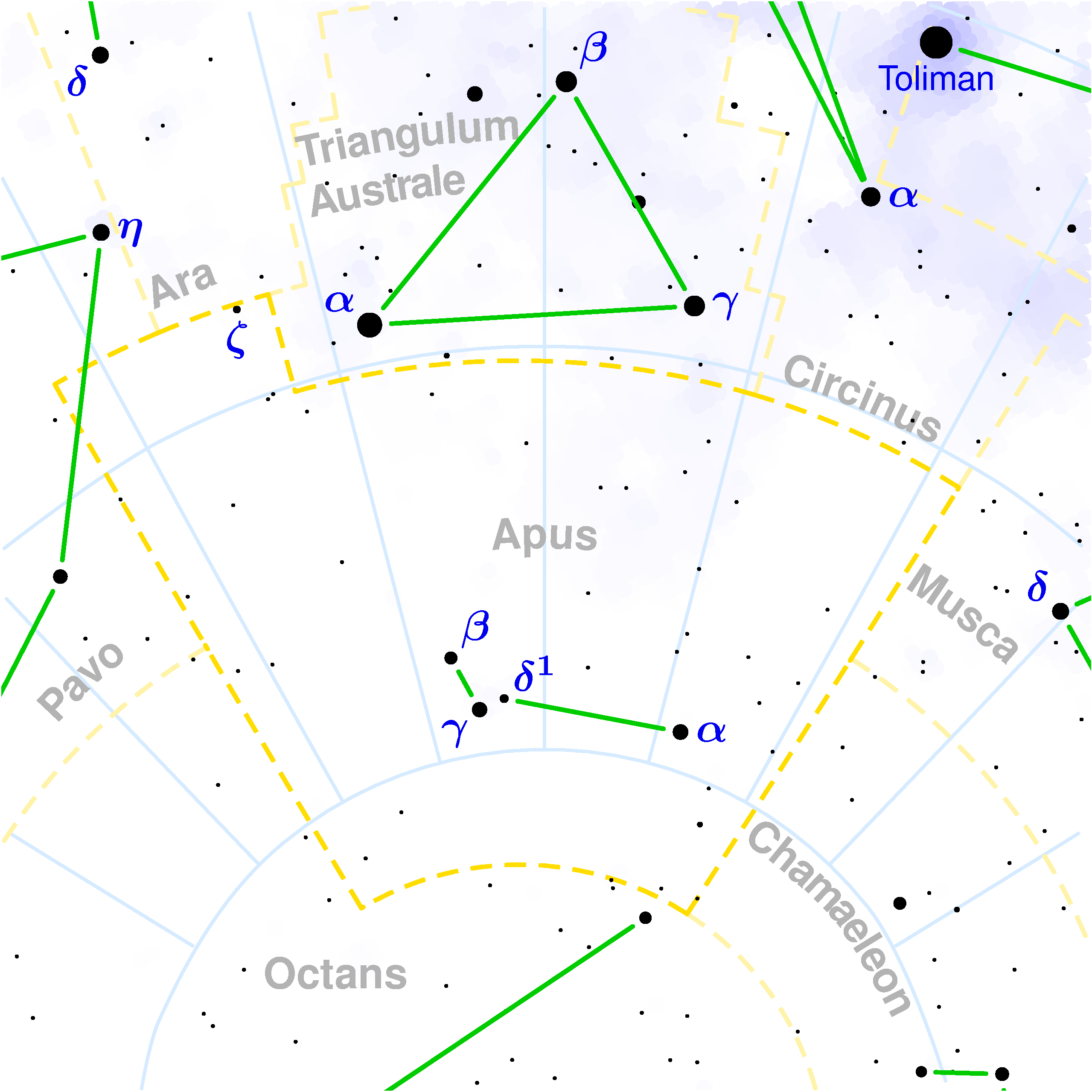
كوكبة طائر الفردوس / Apus

كوكبة طائر الفردوس (لاتيني: Apus) هي كوكبة صغيرة وغير بارزة بالقرب من القطب الجنوبي للسماء. من بين نجومها، هناك نجمتان فقط لها ضوء أقوى من الدرجة الرابعة. تمثل الكوكبة طائراً استوائيا.